# Salsola semhahensis
Salsola semhahensis är en amarantväxtart som beskrevs av Friedrich Vierhapper. Salsola semhahensis ingår i släktet sodaörter, och familjen amarantväxter. Inga underarter finns listade i Catalogue of Life.